# هربرت شيلينغ
هربرت شيلينغ (بالألمانية: Herbert Schilling)‏ (20 يونيو 1930 – 24 أكتوبر 2004) هو ملاكم ألماني راحل، مثّل بلاده في الألعاب الأولمبية الصيفية 1952.

## روابط خارجية
هربرت شيلينغ على موقع بوكس ريك (الإنجليزية) (registration required)
- هربرت شيلينغ على موقع أوليمبيديا (الإنجليزية)